# Tomé Pires
Tomé Pires (ca. 1465 — ca. 1540) foi um destacado boticário português que viveu no Oriente durante o século XVI. Foi autor da Suma Oriental, a primeira descrição europeia da Malásia e a mais antiga e extensa descrição portuguesa do Oriente. Em 1516 partiu como o primeiro embaixador português enviado à China na frota de Fernão Pires de Andrade. Foi também o primeiro chefe de uma missão diplomática oficial de uma nação europeia na China.

## Biografia
Tomé Pires era filho do boticário do rei D. João II. Possuía uma botica situada na zona da Sé. No ano de 1490, foi nomeado boticário do príncipe D. Afonso.
Destacou-se como o primeiro embaixador português na corte chinesa, sendo autor de Suma Oriental (1515), onde descreve as plantas, drogas medicinais do Oriente e além de aspectos medicinais descreve também exaustivamente todos os portos de comércio, de interesse potencial para os portugueses recém-chegados Oceano Índico, elegendo como objectivo principal as informações de carácter comercial, nomeadamente todos os produtos comerciados em cada reino e em cada porto, assim como as respectivas origens e os mercadores que os traficam. estudo que antecede o de Garcia de Orta, obra que foi descoberta na década de 1940, pelo historiador Armando Cortesão, após uma longa busca, e que a editou. Tendo exercido o cargo de boticário do príncipe, foi enviado para a Índia, em 1511, como Feitor das Drogas em Cananor. A sua missão consistia em analisar, seleccionar e adquirir as drogas orientais, destinadas às naus da Carreira da Índia.
A 27 de Janeiro de 1516, Tomé Pires enviou de Cochim a D. Manuel I um Rol de Drogas, onde descreve de forma pioneira a origem das drogas asiáticas e explica a situação geográfica e política das terras mencionadas. A sua informação terá sido a primeira que forneceu pormenores sobre a sua origem, enumerando algumas características de drogas tão diversas como aljôfar, o aloés, a alquitira, o âmbar, o Bálsamo, o bedélio, o cátamo aromático, a canafístula, a canela, a cânfora, o carpobálsamo, a casa línea, a erva lombrigueira, a escamónes, o espiquenardo, o esquinanto, o estoraque liquido, a galanga, a goma arábica, as gomas fétidas, o incenso, espódio, o lápis-lazúli, o linaloés, os mirabólanos, a mirra, a múmia, o ópio, a palha-de-meca, os rubis, o ruibarbo, o sal amoníaco, a sarcacola, o sene, os tamarindos, o tincar, a turbite, o xilo e a zedoária.
Tomé Pires teve o propósito de esclarecer o rei de Portugal sobre geografia vegetal exacta dos produtos em que era perito, anotando a qualidade, a proveniência, o valor e a maneira de os obter e comercializar. Este objectivo foi amplamente concretizado na Suma Oriental que trata do Mar Roxo até aos Chins, que redigiu em Malaca e na Índia, entre 1512 e 1515. É, de facto a primeira descrição europeia da Malásia e a mais antiga e extensa descrição portuguesa do oriente, desde o Mar Vermelho ate ao Japão. Resumidamente, é uma compilação de uma enorme riqueza e variedade de informações, tanto de ordem histórica e geográfica, como etnográfica, botânica, económica, comercial, numismática, de pesos e medidas etc. Nela se verifica que o autor teve o cuidado de investigar a veracidade das informações recolhidas junto de mercadores, capitães e indígenas, com quem contactava. A sua missão foi desempenhada de forma exemplar.
Em 1516, parte para Cantão na frota de Fernão Pires de Andrade, dirigindo uma embaixada que o rei tinha decidido enviar à China. Nunca chegou a ser recebido pelo imperador, devido a vários contratempos, entre os quais a natural desconfiança dos chineses e à intriga movida pelo deposto rei de Malaca. A embaixada  caiu em desgraça, os seus membros foram mortos e os portugueses perseguidos na China durante três décadas. Tomé Pires terá morrido de doença em 1524, mas segundo outras opiniões terá vivido mais algum tempo (até cerca de 1540), embora sem autorização para sair da China.

## Toponímia
- A Câmara municipal de Lisboa deliberou em 2013.11.27, atribuir o nome de uma rua na cidade de Lisboa a Tomé Pires. A placa identificativa tem os seguintes dizeres: Rua Tomé Pires / Boticário e 1º Embaixador Português na China / Séc. XVI.[2]